# Albert White (plongeur)
Pour les articles homonymes, voir White et Albert White.
Albert White, né le 14 mai 1895 à Oakland (Californie) et mort le 8 juillet 1982 à Richmond (Californie), est un plongeur américain.

## Palmarès

### Jeux olympiques
- Paris 1924
  -  Médaille d'or en plateforme 10 mètres
- Paris 1924
  -  Médaille d'or en tremplin 3 mètres[1].